# نيكولاس غان
نيكولاس غان (بالإنجليزية: Nicholas Gunn)‏ هو ملحن وموسيقي ومنتج أسطوانات بريطاني، ولد في 30 مايو 1968.